# Han Yu
Han Yu (chinês: 韓愈) (768 - 25 de Dezembro de 824) foi um escritor e poeta chinês durante a dinastia Tang.

Promoveu o movimento pela língua (古文運動), que mais que pretender imitar a prosa antiga, queria que a prosa se desfizesse dos adornos de frases paralelas que sobreviveram desde a dinastia Han até a dinastia Tang para regressar a um estilo mais direto, mais depurado. Embora poeta, é conhecido, sobretudo pelos seus ensaios, não isentos de humor apesar da sua vertente moral.